# Markku Aro
Markku Aro, pseudonimo di Markku Tuomas Puputti (Mouhijärvi, 3 febbraio 1950), è un cantante finlandese.
Ha partecipato all'Eurovision Song Contest 1971 con il brano Tie uuteen päivään, in rappresentanza della Finlandia e insieme al duo Koivistolaiset, classificandosi all'ottavo posto.

## Discografia
- 1969 – Markku Aro
- 1972 – Oo - mikä nainen
- 1973 – Niin käy kun rakastuu
- 1974 – Oma kultasein
- 1975 – Katso luontoa ja huomaa
- 1976 – Etsin kunnes löydän sun
- 1977 – Markku Aro
- 1978 – Anna aikaa
- 1979 – Daniela
- 1981 – Mun suothan tulla vierees sun
- 1982 – Suojassa saman auringon
- 1985 – Markku Aro
- 1990 – Kaksi rakkainta
- 1991 – Rakastamme vain toisiamme
- 1993 – Käsi kädessä
- 1997 – Rakkauden toukokuu
- 1999 – Menneisyyden sillat
- 2001 – Sinetti
- 2006 – Kestän mitä vaan
- 2018 – Käyn uudelleen eiliseen – 50 vuoden klassikot